# Aurora Research Institute

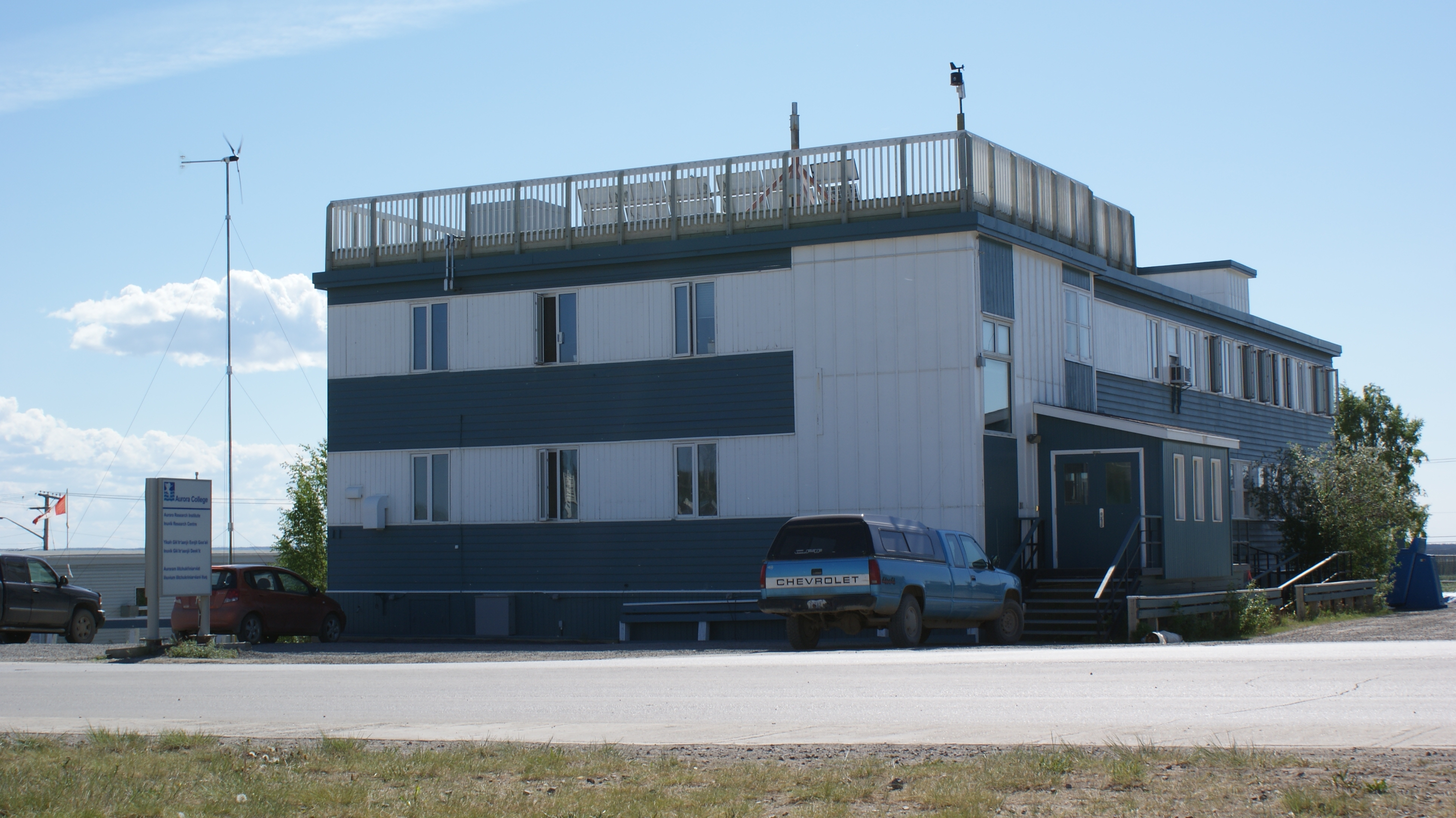
Aurora Research Institute in Inuvik

Aurora Research Institute (auch bekannt als Science Institute of the NWT) ist ein Forschungsinstitut in den Nordwest-Territorien von Kanada.
Es ist ein Teil des Aurora College mit Niederlassungen in Inuvik, Yellowknife und Fort Smith. Das im Jahr 1984 gegründete Institut stellt Forschern die Infrastruktur zur Verfügung wie Unterkünfte, Büros, Laboratorien und technische Ausrüstungen.